# MotorStorm: Apocalypse
MotorStorm: Apocalypse es un videojuego de carreras desarrollado por Evolution Studios y publicado por Sony Computer Entertainment para la PlayStation 3. Es el cuarto juego de la serie MotorStorm y el tercero para la PlayStation 3. El título fue revelado poco antes del comienzo de la Electronic Entertainment Expo 2010 en el PlayStation Blog de Evolution Studios el 6 de junio.
La fecha de estreno prevista en el Reino Unido de MotorStorm: Apocalypse era el 16 de marzo de 2011, pero fue retrasado por Sony Computer Entertainment UK tras el terremoto y tsunami de Japón de 2011 en Japón. El lanzamiento en Australia se llevó a cabo como estaba previsto el 17 de marzo, pero Sony anunció que los envíos posteriores del juego a ese país se detuvieron a raíz del desastre. La fecha de lanzamiento prevista en Norteamérica era el 12 de abril Sony lo retrasó nuevamente quien luego confirmó nuevas fechas de lanzamiento para el 31 de marzo en el Reino Unido y el 3 de mayo en América del Norte. Los servidores multijugador se cerraron el 27 de agosto de 2018.

## Historia
Apocalypse está más centrado en la historia que las entregas anteriores. Los eventos del Festival MotorStorm de Apocalypse se cuentan desde la perspectiva de tres participantes, a los que Evolution Studios ha denominado Mash "El novato", Tyler "El profesional" y Big Dog "El veterano". Cada participante también representa un nivel de dificultad del juego. Estos tres participantes verán cómo se desarrolla cada uno de ellos diferentes partes de la catástrofe a lo largo de los tres días que dura el festival. En el juego, los corredores participan en un festival de tres días en una ciudad en decadencia conocida como La Ciudad, que es el resultado de un desastre natural. El juego es el primero de la serie que presenta un entorno urbano, en lugar de entornos naturales. El juego tiene un modo para un jugador con 40 pistas en tres niveles de dificultad. Cada nivel de dificultad se centra en la historia de un corredor diferente. El juego también tiene un modo multijugador con soporte para carreras de pantalla dividida de hasta cuatro jugadores localmente y hasta dos jugadores en línea en pantalla dividida. Otras características en línea incluyen carreras de 16 jugadores, personalización de vehículos, ventajas de rendimiento y apuestas.

### Ambiente
El juego se desarrolla en una zona urbana apocalíptica llamada La Ciudad, basada en la Costa Oeste de los Estados Unidos (en particular, el Área de la Bahía de California. El juego consta de más de 40 pistas que pueden modificarse debido a terremotos y tornados catastróficos activos, así como a helicópteros que se estrellan contra edificios.

## Jugabilidad
Entre los nuevos vehículos del juego se incluyen supercoches, supermotos, hatchbacks deportivos, muscle cars y choppers. Apocalypse es el primer juego de la serie MotorStorm que se centra en un entorno urbano en lugar de en entornos naturales. La ciudad en la que se desarrolla el Festival está sufriendo los estragos de un enorme desastre natural, lo que hace que las estructuras artificiales de la ciudad se deterioren visiblemente. A medida que los jugadores recorren las pistas, éstas pueden cambiar en tiempo real; los puentes pueden doblarse y torcerse, los edificios se derrumban y se abren grietas debajo de los vehículos mientras conducen. Los jugadores también pueden personalizar sus vehículos con vinilos, piezas de vehículos y modificar el manejo, la potencia y las habilidades ofensivas del vehículo mediante ventajas. Pueden crear y diseñar sus propias reglas de juego para torneos en línea. Un nuevo elemento de juego es la adición de un "refrigerador de aire" del impulso. De manera similar a conducir por agua fría en Pacific Rift, que aceleraba la velocidad de enfriamiento del impulso, soltar el acelerador en un gran salto también hará que el indicador de temperatura del impulso baje más rápido.
Un nuevo desafío en Apocalypse es la introducción de personas que intentan interferir en el evento. La ciudad alberga dos facciones, conocidas como los Crazies y DuskLite, que compiten por sobrevivir. Los Crazies intentan impedir el progreso de los corredores. Saquean edificios destruidos, entran en peleas en las calles, roban coches e intentan sacar a los corredores de la carretera y los atacan con armas de fuego. Una empresa militar privada conocida como DuskLite intenta imponer el orden y su participación crea peligros adicionales que los corredores deben superar, como un helicóptero de ataque que dispara misiles a la pista.

### Vehículos
Se han añadido cinco nuevas clases de vehículos: el supercoche, la supermoto, el muscle car, el chopper y el hot hatch, junto con los vehículos originales de MotorStorm, que van desde la moto MX Motocross hasta el Monster Truck.
Se incluyen tres paquetes de contenido descargable (DLC) con nuevos vehículos:
El primer DLC es el paquete "Revelation", que contiene cuatro vehículos que se pueden comprar completos o por separado.
El segundo DLC es el paquete "Remix", que consta de tres vehículos del juego original MotorStorm, como el Mojave Slugger, el Patriot Surger y el Voodoo Iguana.
El tercer DLC es el paquete "Prestige", que consta de un coche de rally y dos supercoches que se pueden comprar completos o por separado.

## Desarrollo

### Secuencia de título
Después de ver la secuencia de título de Smokin' Aces, Alan McDermott de Evolution se acercó a VooDooDog para explorar el desarrollo de una secuencia de título de gran éxito de Hollywood para el juego. Esta fue la primera vez que VooDooDog trabajó en una secuencia de título de juego, sin embargo, Paul Donnellon señala en su entrevista con Codeshop que el enfoque fue muy similar al de crear un video musical, siendo la música un elemento clave que mantiene unidos los elementos. En un artículo de Edge se hace una mención especial a la forma en que VooDooDog desarrolló fuentes personalizadas en Donnellon explicó: "Queríamos probar diferentes fuentes hechas a mano. Queríamos incorporarlas a las paredes como si fueran grafitis, así que no teníamos otra opción; no era algo que pudiéramos simplemente tomar juntos. Nos esforzamos por hacerlo interesante si podemos, pero siempre que la gente pueda leerlo. Incluso en los títulos de las películas tratamos de llevarlo más allá porque, para nosotros, la tipografía por sí sola no es suficiente".

## Lanzamiento
El juego se lanzó en la primavera de 2011 en Europa y América del Norte. El juego estaba inicialmente previsto para ser lanzado en Nueva Zelanda el 16 de marzo, pero tras un terremoto de magnitud 6,3 en el país en febrero, el lanzamiento del juego se retrasó indefinidamente. De manera similar, el lanzamiento del juego en Japón también se retrasó indefinidamente después de que un terremoto y tsunami de Tōhoku de 2011 azotara el país el 10 de marzo, la fecha de lanzamiento originalmente programada del juego. La cancelación fue confirmada por Sony Computer Entertainment Japan tres meses después, sin que en ese momento se dieran a conocer los motivos. Sony Computer Entertainment Europe también retrasó el lanzamiento del juego en el Reino Unido, declarando en relación con el desastre en Japón: "Somos muy conscientes de los paralelismos entre estos eventos y el tema subyacente en MotorStorm y estamos haciendo todo lo posible para ser lo más sensibles posible a la situación".
El juego se lanzó por primera vez en Asia el 16 de marzo de 2011. En Australia, el juego se lanzó según lo previsto el 17 de marzo, pero Sony detuvo todos los envíos posteriores y retiró todas las campañas publicitarias del juego.

### Bonos por reserva
En América del Norte, había tres paquetes de DLC disponibles como incentivos por reserva, cada uno disponible en un minorista específico. Cada paquete incluía un avatar de PlayStation Network, un tema XMB y diseños de vehículos únicos y pegatinas que el jugador podía usar para personalizar otros vehículos.

## Recepción
MotorStorm: Apocalypse recibió "críticas generalmente favorables" según el sitio web de agregación de reseñas Metacritic. GamePro criticó el juego por sus "gráficos decepcionantes" y por ser similar al juego Split/Second, otorgándole tres estrellas de cinco. Sin embargo, GameSpot lo elogió por su variedad de opciones multijugador, pistas bien diseñadas y entornos destructibles. Edge le dio un ocho sobre diez, diciendo que el juego "tiene una relación especial con el caos, y si puedes mantener la calma cuando todos a tu alrededor están lanzando sus controles, tienes las mismas probabilidades de perder. Es menos una batalla que una carrera de supervivencia, y está feliz de dejar que la justicia sea una mancha en el asfalto". GameZone le dio 6,5 sobre 10, diciendo: "Para cualquiera que busque un nuevo juego de carreras en la PS3, las cosas podrían ser mucho peores que Motorstorm: Apocalypse, pero también podrían ser un poco mejores".